# JFS
Pour les articles homonymes, voir JFS (homonymie).
JFS (pour Journaled File System) est un système de fichiers journalisé mis au point par IBM et disponible sous licence GPL.
Il est disponible sur les plates-formes suivantes : AIX, Linux, OS/2 et eComStation (en).
Depuis la version 53 d'AIX, JFS2 est proposé permettant une allocation dynamique des i-nodes et une possibilité de réduction des systèmes de fichiers.
La version Linux proposée par Fedora Core 5 par exemple correspond au JFS2 d'AIX.